# Parco nazionale di Göreme
Il  Parco nazionale di Göreme (pronuncia [ˈɟœɾeme]; in turco Göreme Tarihî Milli Parkı) è un parco nazionale nella Turchia centrale. Occupa un'area di quasi 100 km2 e si trova nella provincia di Nevşehir. È diventato un sito patrimonio dell'umanità dell'UNESCO nel 1985 con il nome di Parco nazionale di Goreme e dei siti rupestri della Cappadocia. Il parco presenta un paesaggio roccioso, eroso dall'acqua e dal vento con una rete di antichi insediamenti sotterranei interconnessi.

## Descrizione

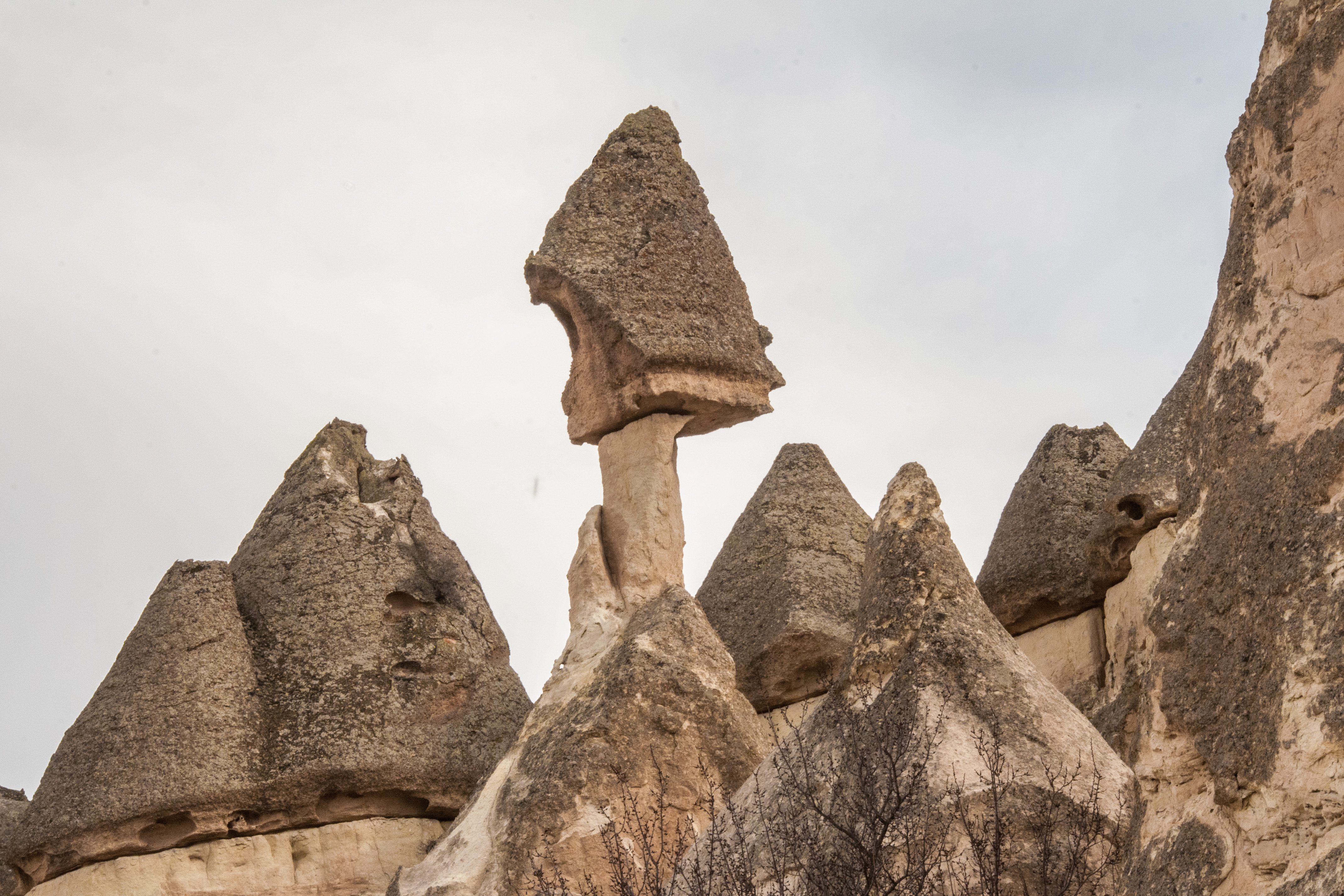
Rocce a tenda (peribacası) vicino a Çavuşin

Il Parco nazionale si trova nella regione vulcanica dei monti Hasan e Erciyes nell'Anatolia centrale, nelle vicinanze di Ürgüp, Çavuşin e Göreme. L'area del parco è costituita da altopiani e alte colline, sezionate da ruscelli e valli fluviali scavate dall'acqua, che presentano versanti in forte pendenza. Parte di questa aspra area è costituita da basalto e fitti letti di tufo. Il tufo è il risultato della cenere emessa dai vulcani milioni di anni fa, che si è solidificata in una roccia tenera e da allora è stata ricoperta da lava solidificata che forma un rivestimento protettivo. Questo è stato eroso nel corso dei millenni per formare le scogliere multicolori, le torri rocciose, i pilastri, le rocce a tenda e i camini delle fate presenti nel parco. Questa zona subisce precipitazioni annuali di 380 mm e c'è poca vegetazione tranne che nei corridoi fluviali.
I primi segni di attività monastica in Cappadocia possono essere fatti risalire al IV secolo quando piccole comunità di anacoreti, seguendo gli insegnamenti di Basileios il Grande, vescovo di Kayseri, iniziarono ad abitare le celle scavate nella roccia. Successivamente, le comunità si rifugiarono in villaggi sotterranei per evitare gli attacchi dei predoni arabi.

## Abitazioni sotterranee
Le persone sfruttarono la tenera roccia di tufo per scavare abitazioni sotterranee. Accanto ai monasteri sotterranei si svilupparono villaggi e cittadine e dall'842 le chiese sotterranee furono riccamente decorate con dipinti colorati.
Al giorno d'oggi la gente non vive più sottoterra, come in passato, quando si nascondeva o fuggiva dai nemici, anche se alcune persone vivono ancora in abitazioni rupestri che sono state trasformate in abitazioni, con una porta/apertura alla luce del giorno a livello del suolo, ma è stato scoperto che gli abitanti delle caverne, a lungo termine, sperimentano un'incidenza inaspettatamente alta di mesotelioma, una forma di cancro. Questo è stato collegato all'inalazione di fibre di erionite, un minerale comune nelle formazioni di tufo.